# Pakabsidia heinzi
Pakabsidia heinzi es una especie de coleóptero de la familia Cantharidae.

## Distribución geográfica
Habita en Turquía.